# Park Oruński

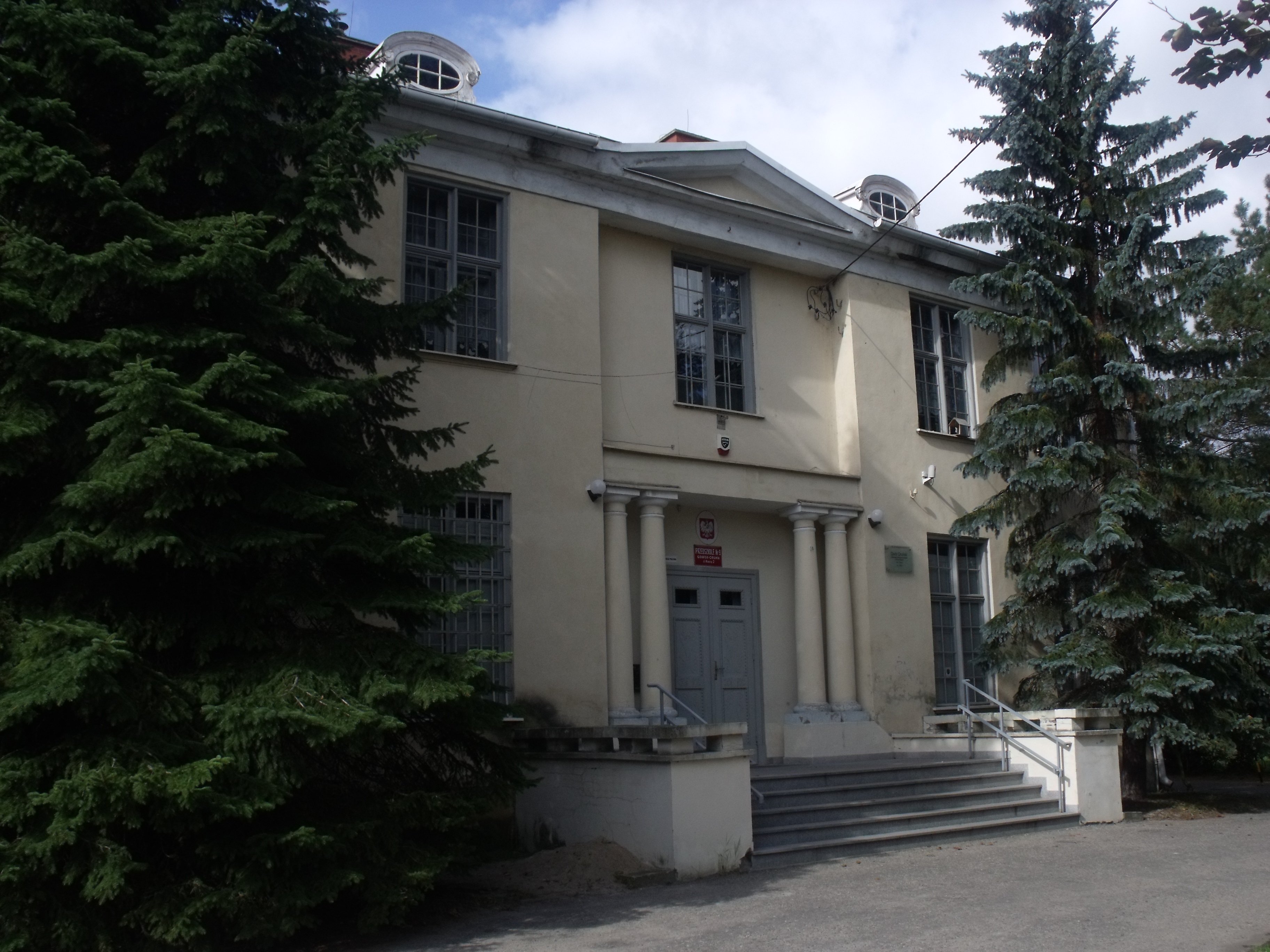
Zabytkowy dworek w Parku Oruńskim

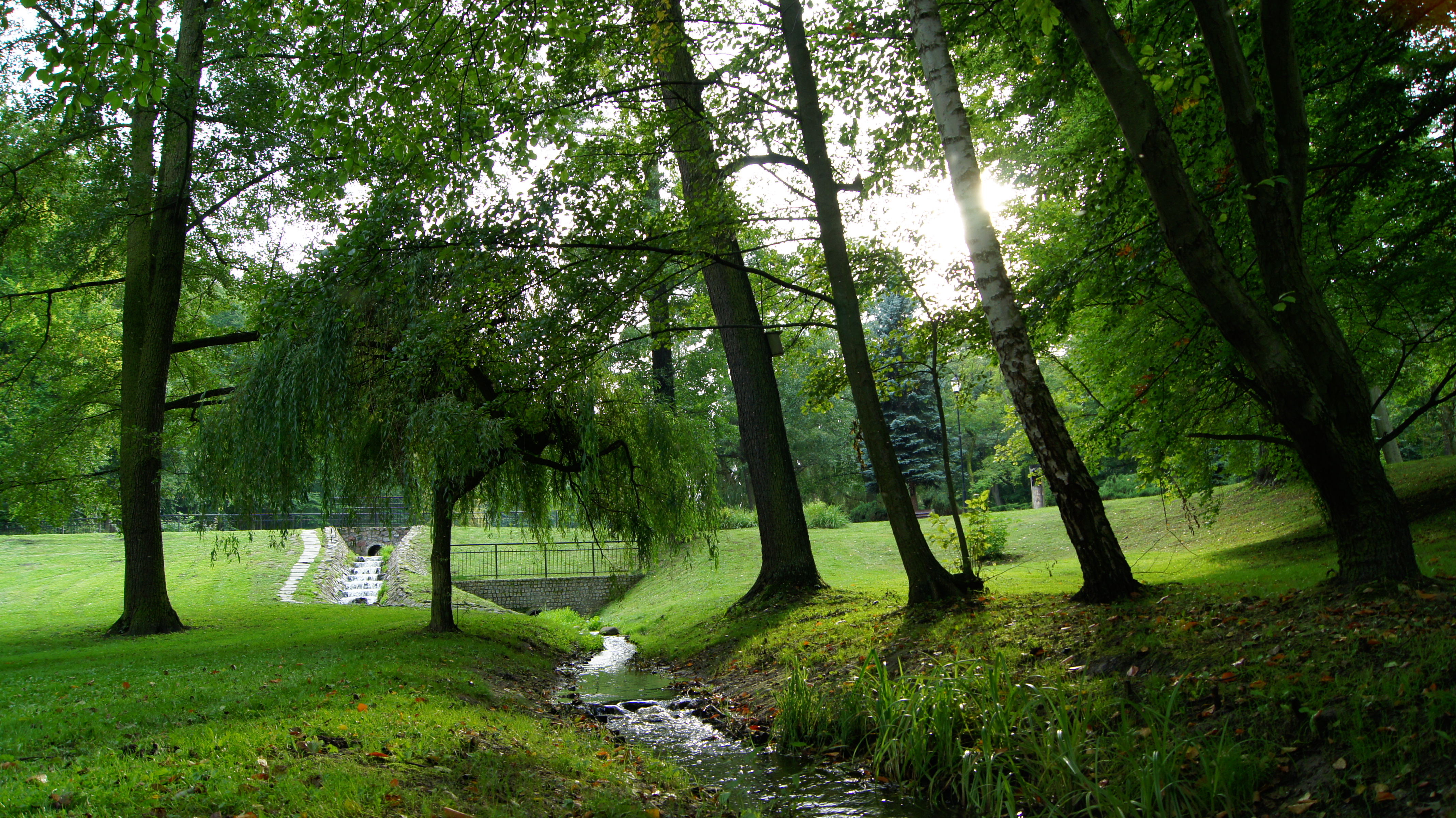
Strumień pomiędzy stawami

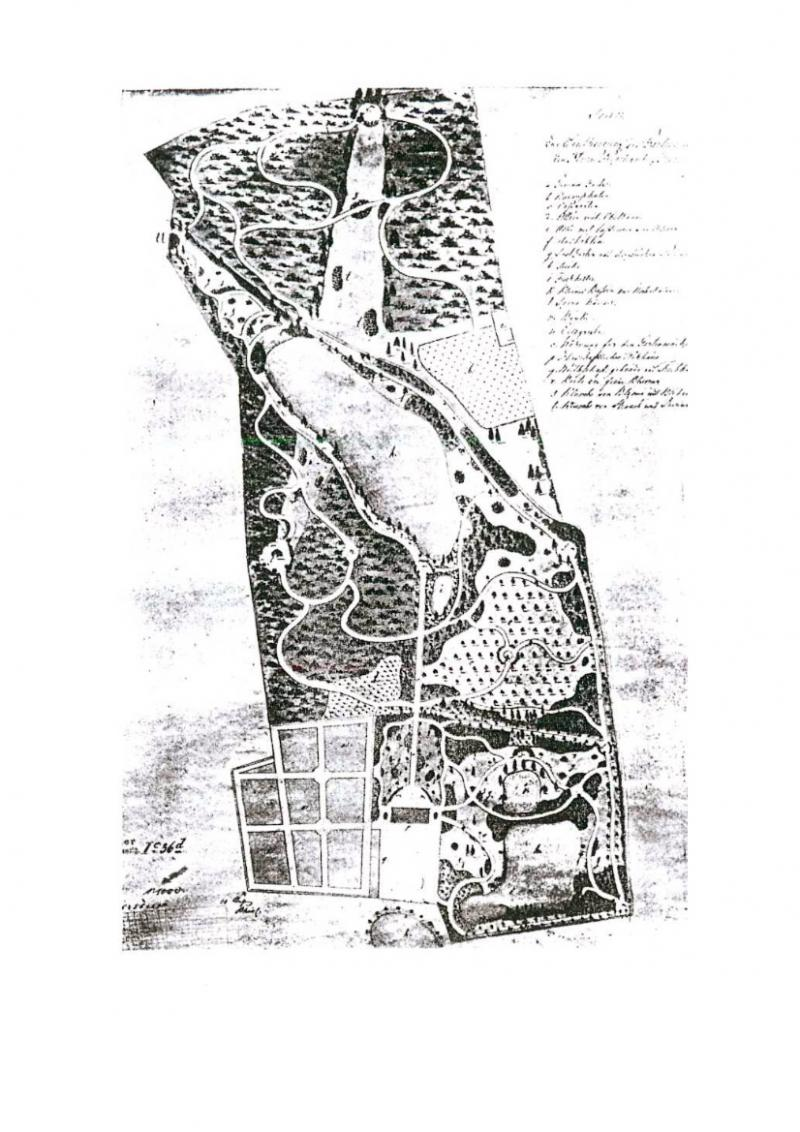
Mapa parku z 1860

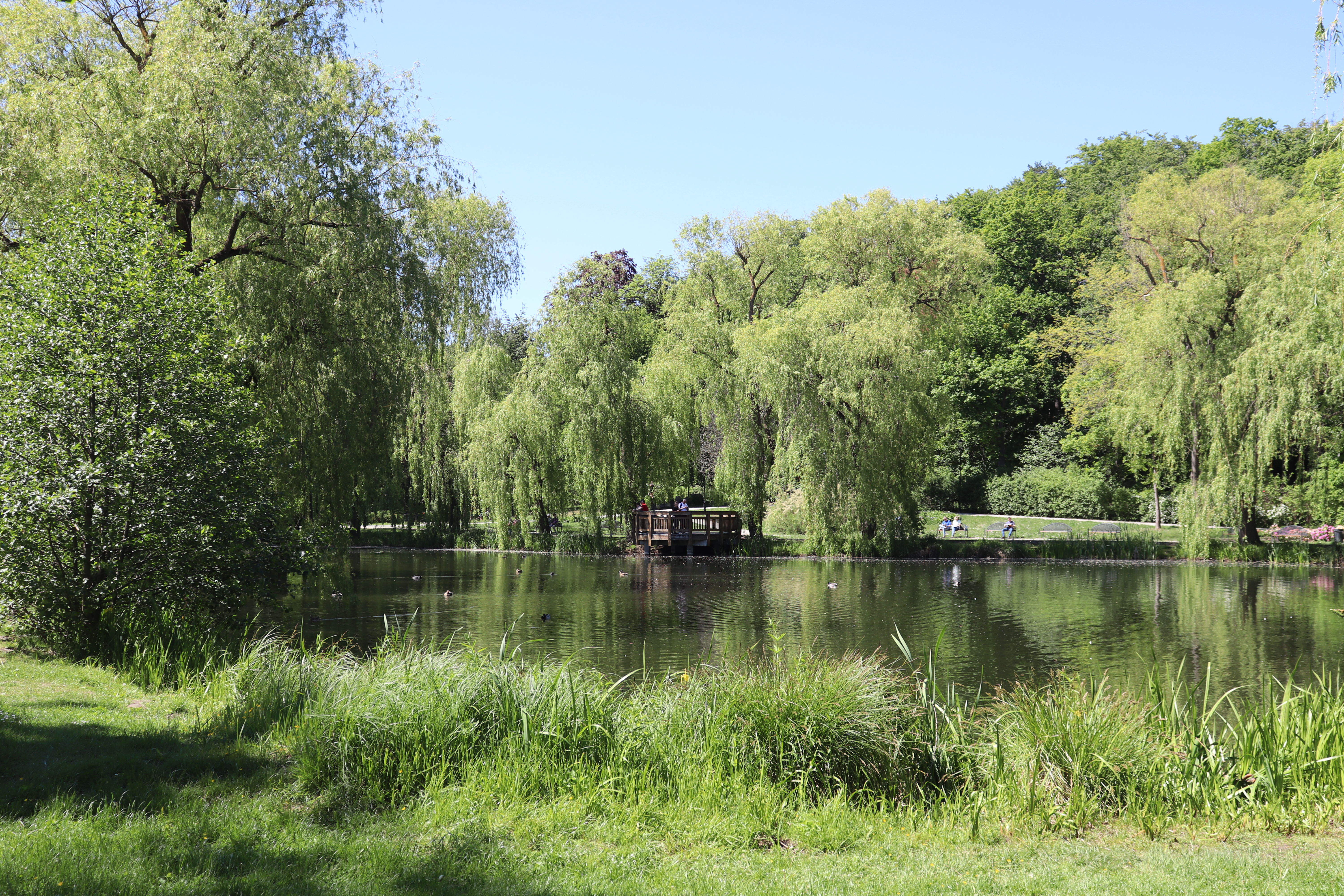
Niższy staw

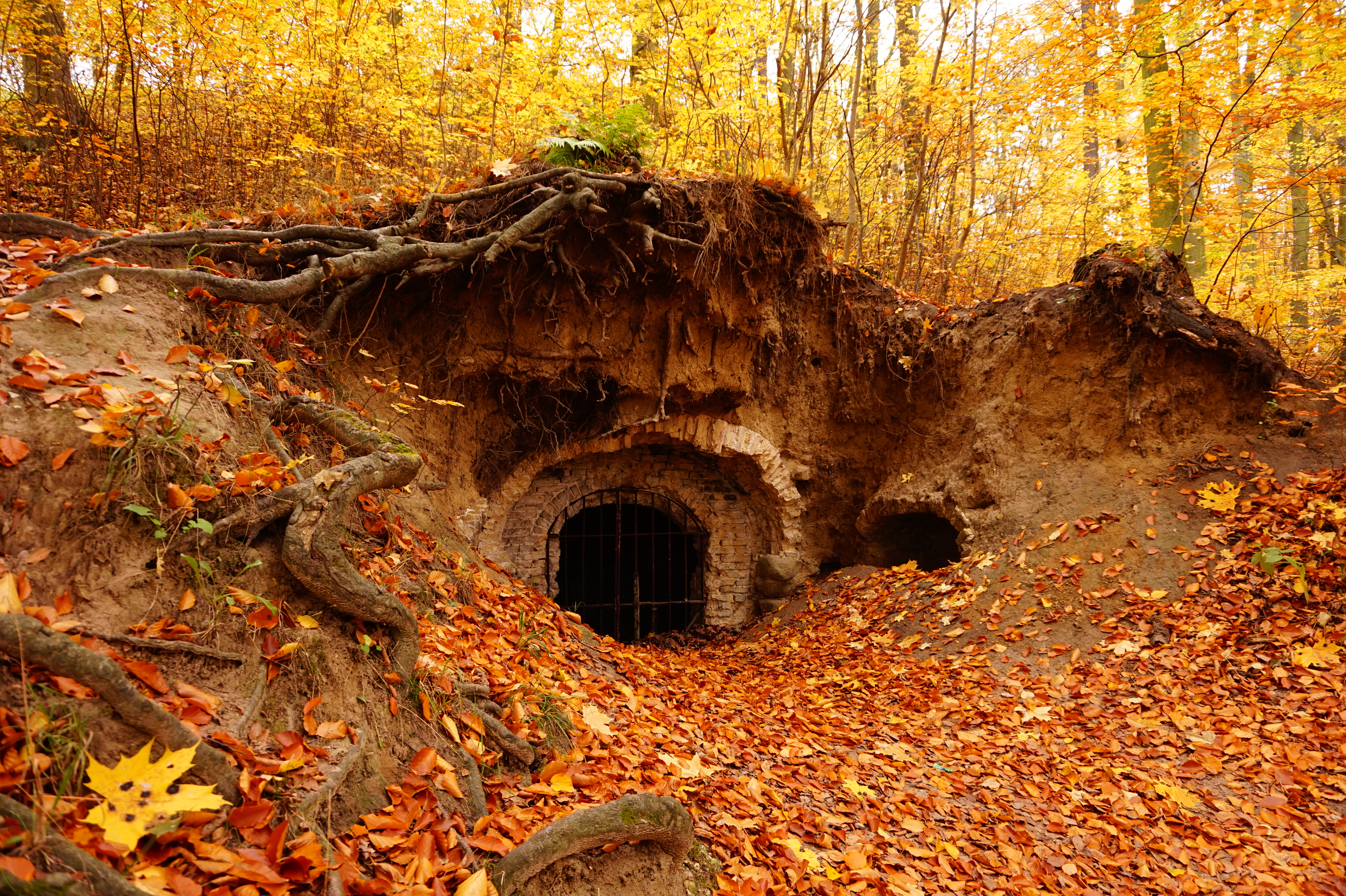
Lodownia z XVII wieku na Górze Pięciu Braci

Park Oruński im. Emilii Hoene (niem. Hoenepark) – zabytkowy, trzeci co do wielkości park miejski w Gdańsku, największy z historycznych parków. Położony jest nad Potokiem Oruńskim, na pograniczu dzielnic: Orunia-Św. Wojciech-Lipce i Orunia Górna-Gdańsk Południe.
Jest częścią objętego ochroną zespołu przyrodniczo-krajobrazowego „Dolina Potoku Oruńskiego”.

## Położenie
Park Oruński położony jest w południowej części miasta, na Oruni, przy ulicy Nowiny 2. Leży w dolinie ciągnącej się od Łostowic do Kanału Raduni, który ogranicza park od wschodu. Doliną płynie Potok Oruński, tworząc w parku kaskadę. Uchodzi do Kanału Raduni na skraju parku. Dolina została objęta ochroną w 1999 w celu zachowania jej charakteru, tj. sterasowanych zboczy i szaty roślinnej. Na południe od parku znajduje się Zbiornik Wody Stara Orunia - zabytek hydrotechniczny będący obszarem Natura 2000.
W parku znajdują się dwa stawy: górny (większy) zasilany wodami Potoku Oruńskiego i dolny (mniejszy). Połączone są strumieniem.
Park ma powierzchnię 19 ha.

### Wzgórza
Obszar parku ograniczony jest następującymi wzgórzami:
- od północy: Góra Łez, Góra Gliniana
- od południa: Góra Pięciu Braci

Związane są z nimi miejscowe legendy. Na wzgórzach znajdują się głazy narzutowe typowe dla obszarów wytapiania się lodowca.

## Przyroda
Dolina Potoku Oruńskiego, w której leży park, wyróżnia się szatą roślinną na tle sąsiednich obszarów. Występują tu rzadkie rośliny takie jak np. pajęcznica gałęzista oraz chronione ściśle: obrazki plamiste, dzwonek szerokolistny i przylaszczka pospolita, będące pozostałością po lasach.
Z bardziej pospolitych roślin można tu spotkać m.in. z gatunków wiosennych: zawilca gajowego i żółtego, złoć żółtą i łąkową oraz kokorycz wątłą. Ponadto na terenie parku występują liczne gatunki grzybów.

### Drzewostan
Parkowe wzgórza porasta buczyna pochodząca najpóźniej z XIX wieku. Na terenie ogrodu występują ponadto dęby, olsze oraz lipy. Nad zbiornikami wodnymi rosną wierzby płaczące. W latach 40. XIX wieku zasadzono w parku aleję czterdziestu lip biegnącą od dworku parkowego do wyższego stawu. W parku rosła niegdyś lipa, której wiek w 1906 r. był oceniany na 400 lat. Według przedwojennego podania miała zostać zasadzona przez Królową Marysieńkę.

### Pomniki przyrody
Prawnie chronione twory przyrody znajdujące się na terenie parku:
| obiekt                | wysokość | obwód       | nr rejestru |
| lipa drobnolistna     | 20 m     | 328 cm      | 1098        |
| buk zwyczajny         | 20 m     | 328 cm      | 1099        |
| buki zwyczajne 2 szt. | 26 m     | 260, 290 cm | 1100        |
| dąb bezszypułkowy     | 25 m     | 356 cm      | 1101        |
| głaz narzutowy        | 1,30 m   | 672 cm      | 1133        |

## Historia

### Powstanie parku
W minionych wiekach Orunia była miejscem odpoczynku gdańskich mieszczan. Znajdowały się tu podmiejskie dworki. Pod koniec XVI wieku na tym terenie istniał dworek myśliwski, który widnieje już na mapie z 1599 r. Pierwszymi jego właścicielami byli bracia Tewes, później gdański rajca Michał Kerl. Na początku XVII wieku dworek przeszedł w ręce burmistrza gdańskiego Bartłomieja Schachmanna. Nadał on temu miejscu cechy przydwornego założenia parkowego. Z jego inicjatywy powstały stawy i strumień.
W 1630 r. właścicielem ogrodu został burmistrz Gdańska Johann Zierenberg. Rezydencja parkowa stała się wtedy miejscem spotkań artystów i elity. Sam park nabrał cech ogrodu renesansowego, rozległe kwatery kwiatowe miały kształt geometryczny.

### Złota era parku
Pod koniec XVII wieku park przeszedł na własność gdańskiego armatora Albrechta Groddecka. W 1698 nocował tu August II Mocny. W 1734, podczas rosyjskiego oblężenia Gdańska, znajdowała się tu kwatera rosyjskiego marszałka Münnicha. Tutaj też prawdopodobnie został podpisany akt kapitulacji Gdańska. Rodzina Groddecków posiadała park w latach 1685–1779.
W 1780 właścicielem ogrodu został gdański botanik Gottfried Reyger. Wtedy park stracił swój renesansowy charakter na rzecz bardziej naturalnego układu przestrzennego. Zaczęły powstawać punkty widokowe. Urządzono tu także ogród botaniczny. Hodowano w nim ananasy, owoce cytrusowe i kawę. Reyger, członek Towarzystwa Przyrodniczego, prowadził obserwacje botaniczne w ogrodzie, tworząc pracę O rosnących dziko w okolicy Gdańska roślinach, w której określił porę kwitnienia 360 roślin.
W 1798, podczas swojej podróży z Prus do Berlina, park odwiedził Fryderyk Wilhelm III Pruski.

### Zabór pruski
W 1803 r. pałacyk wraz z parkiem nabył kupiec angielski Edward Solly. W 1807 r. Gdańsk zajęli Francuzi, co spowodowało konieczność wyjazdu właściciela. Następnym właścicielem był Mateusz Józef Hanneman. W 1813, podczas wojen napoleońskich, Francuzi stoczyli tu potyczkę z Rosjanami, w wyniku której ogród został zdewastowany. Od tego wydarzenia bierze nazwę jedno ze wzgórz parkowych – Góra Łez.
Po tym wydarzeniu park przeszedł w ręce gdańskiego kupca Fryderyka Hoene. W tamtym czasie nabrał cech romantycznych. Hoene podjął się restauracji ogrodu i odbudowy dworku. W tym okresie pomiędzy dwoma stawami znajdował się mniejszy trzeci staw, w którym najprawdopodobniej hodowano ryby ozdobne.

### Współczesność

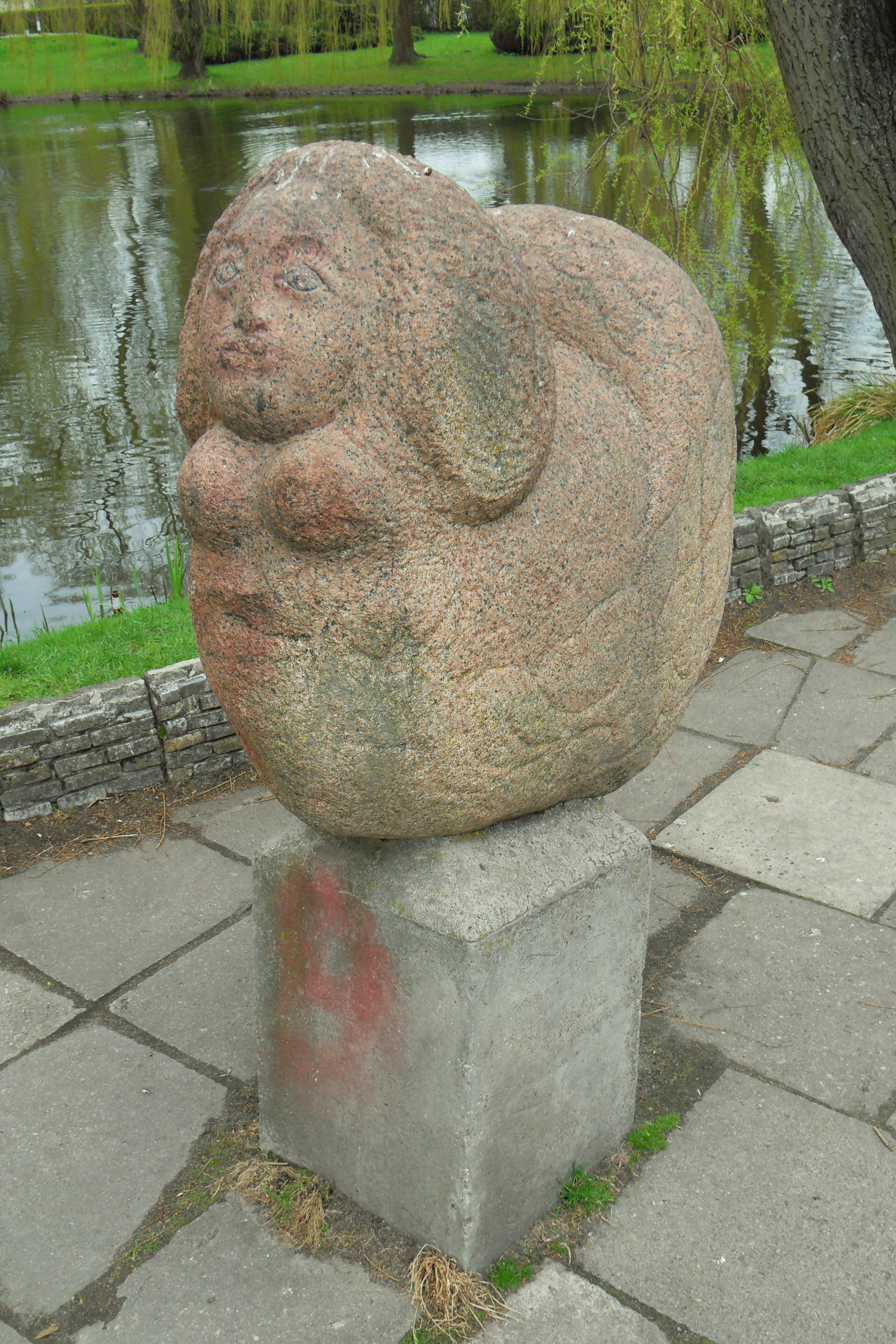
Jedna z grupy czterech rzeźb plenerowych w parku

W 1918 roku prywatny dotychczas ogród został przekazany miastu testamentem przez córkę właściciela Emilię Hoene. W dwudziestoleciu międzywojennym w parku odbywały się festiwale świętojańskie przy udziale muzyki orkiestrowej. W 1933 roku Orunia wraz z parkiem zostały włączone w granice administracyjne Gdańska.
Po II wojnie światowej ogród przeszedł na własność skarbu państwa. W latach 50. XX wieku w parkowym dworku otworzono dom spokojnej starości, a później przedszkole publiczne nr 9, które funkcjonuje do dzisiaj. W latach 1974–1979 trwała rewitalizacja parku. Pracami kierowało Biuro Projektów Budownictwa Komunalnego w Gdańsku. Realizacją zajęło się Miejskie Przedsiębiorstwo Budowy i Konserwacji Terenów Zielonych. Projekt w małym stopniu nawiązywał do charakteru parku z XIX wieku, alejki pokryto asfaltem, wzniesiono trejaże, zainstalowano oświetlenie. W ogrodzie ustawiono rzeźby dłuta Alfonsa Łosowskiego.
W 1980 r. przez środek parku, 8 metrów pod ziemią przeprowadzono kolektor ściekowy dla dzielnicy Południe. Ekspertyza naukowców z Uniwersytetu Gdańskiego wykazała, że prace te spowodowały obniżenie lustra wody w wyższym stawie, co skutkuje szybszym obumieraniem drzew.
9 lipca 2001 Park ucierpiał w czasie powodzi w Gdańsku. Woda spływająca ze wzgórz zasiliła Potok Oruński ponad normę. Wyższy staw wylał, przerywając brzeg. Kilka lat później zatarto ślady powodzi. W 2009 zapoczątkowano proces przywracania parkowi charakteru z XIX wieku.
W 2017 oddano do użytku plac zabaw dziecięcych, znajdujący się w bezpośrednim sąsiedztwie parku. Wtedy też ukończono trwającą od 2014 rewitalizację parku, w ramach której powstał amfiteatr „Orana” oraz odnowiono nawierzchnie alejek oraz ich oświetlenie. Zgodnie z wynikami głosowania nad budżetem obywatelskim na rok 2018, na obszarze parku ma powstać wieża widokowa.
W 2019 r. do budynku na terenie parku, przy ulicy Nowiny 2b, przeniesiono ze Śródmieścia siedzibę Sceny Muzycznej Gdańskiego Archipelagu Kultury. W siedzibie instytucji odbywają się koncerty, pokazy filmowe spotkania z osobistościami. Instytucja nadzoruje także, również położony w Parku Oruńskim, Amfiteatr Orana, gdzie latem organizowane są koncerty.

## Kultura tatarska

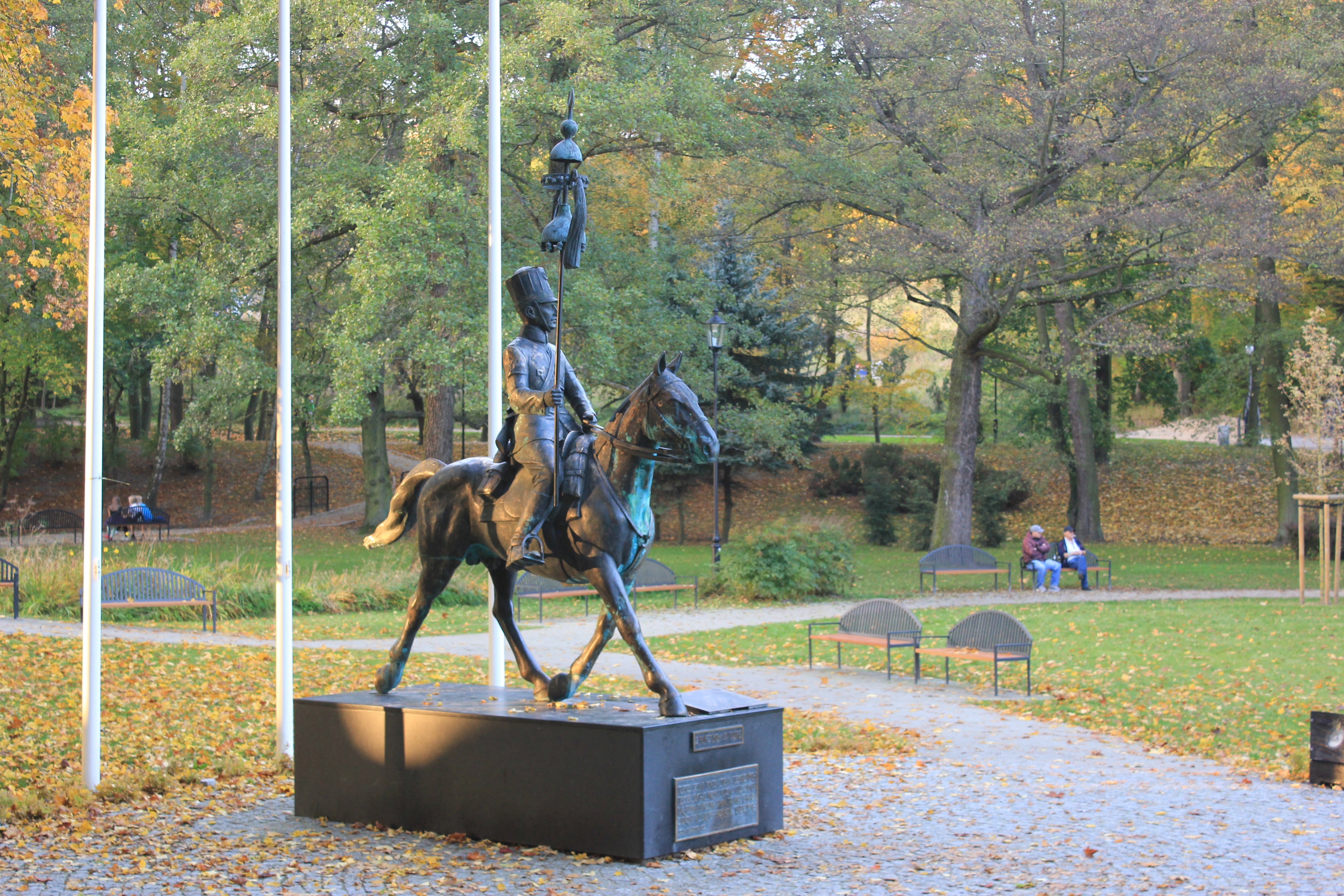
Pomnik Tatara przy Narodowym Centrum Kultury Tatarów RP

W budynku na terenie parku mieści się siedziba Narodowego Centrum Kultury Tatarów Rzeczypospolitej Polskiej im. Leona Mirzy Kryczyńskiego. Jest ono częścią Związku Tatarów Rzeczypospolitej Polskiej. Organizacja ma na celu skupianie obywateli polskich pochodzenia tatarskiego oraz pielęgnację ponad 600-letniej historii i kultury tatarów polskich.
W Centrum Kultury Tatarów funkcjonuje ekspozycja dotycząca historii Tatarów na ziemiach RP oraz nieduży meczet wraz z medresą.
25 listopada 2010 roku prezydent Bronisław Komorowski odsłonił w parku Pomnik Tatara Polskiego.

## Obiekty
- Amfiteatr Orana
- Dwór Oruński (przedszkole nr 9)[1]
- Narodowe Centrum Tatarów Rzeczypospolitej, a także ich pomnik[30]
- dawny budynek stajni[1]
- budynek Sceny Muzycznej GAK[31]
- lodownia z XVII w.[1]